# Felicia Eze
Felicia Eze (27 de setembro de 1974 - 31 de janeiro de 2012) foi uma futebolista nigeriana que atuava como defensora.

## Carreira
Felicia Eze integrou o elenco da Seleção Nigeriana de Futebol Feminino, nas Olimpíadas de 2004.